# Port lotniczy Playa Baracoa
Port lotniczy Playa Baracoa (IATA: UPB, ICAO: MUPB) – regionalny port lotniczy położony w Hawanie, na Kubie.